# Turismo en Canarias

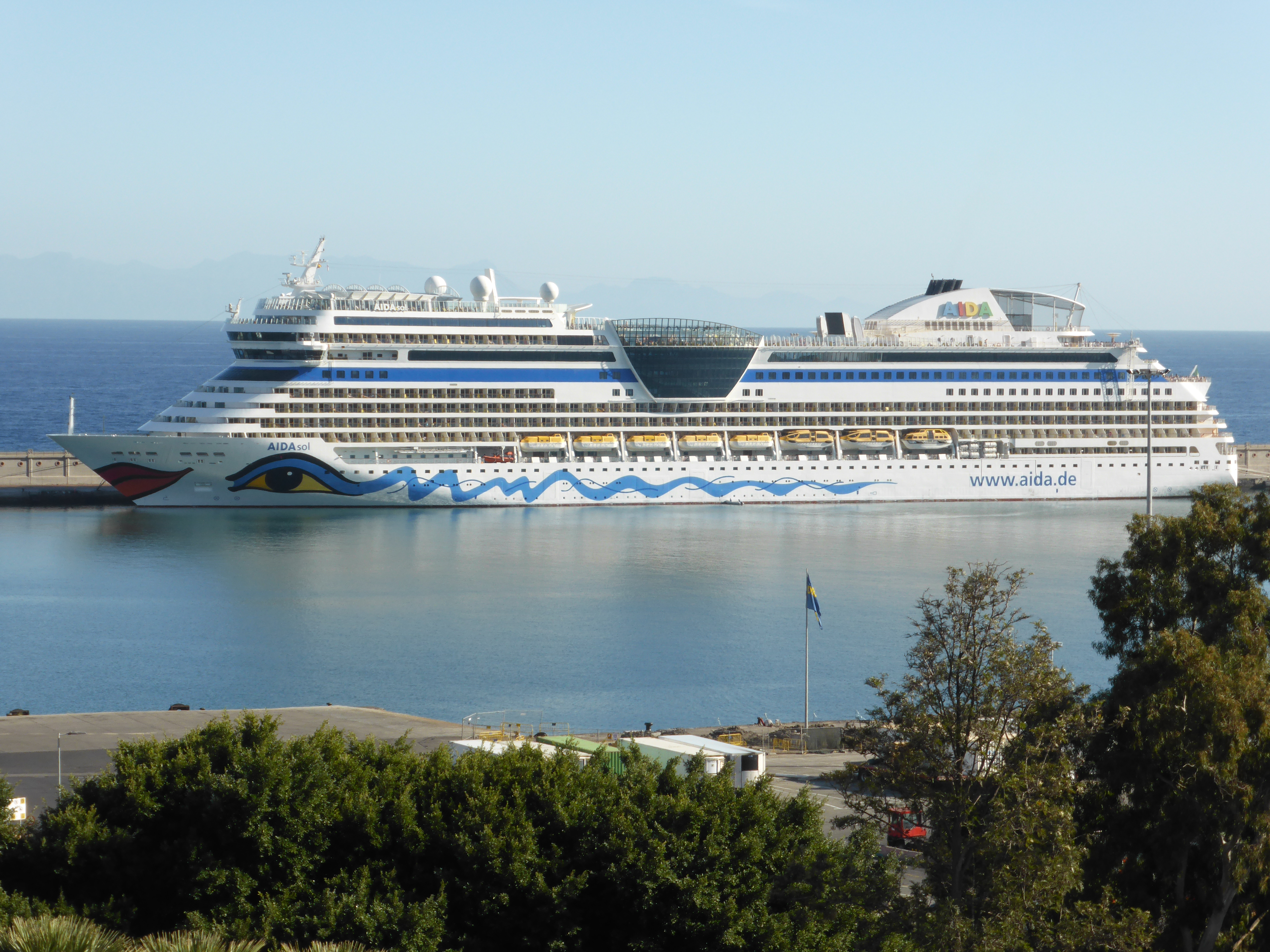
Crucero AIDAsol en Santa Cruz de Tenerife, con capacidad para 2176 pasajeros.

El turismo en Canarias tiene un peso muy significativo en la economía regional, representando, aproximadamente, el 35 % del PIB regional de las islas (24 000 M€) y el 40 % de la fuerza laboral del archipiélago. Este importante peso del turismo se debe, principalmente, al agradable clima subtropical con el que cuentan las islas, lo que atrae a muchos turistas procedentes tanto de la España peninsular como de otras nacionalidades, principalmente europeas, como pueden ser Alemania, Francia, Países Bajos, Reino Unido, Italia, etc. 
Canarias constituye la segunda región española que mayor número de turistas extranjeros recibe (solamente por detrás de Cataluña).
En 2024 llegaron a las islas un total de 18 millones de turistas, que tuvieron un gasto medio de 1416 euros y dejaron en el territorio un total de 24 000 millones de euros.

## Nacionalidades
Por nacionalidades que visitan las islas Canarias, los destinos preferidos por los británicos eran en el año 2013 Tenerife y Lanzarote, al captar un 46,7 % y un 25 % de sus llegadas respectivamente; los alemanes se reparten de manera equilibrada entre Fuerteventura (29,8 %), Gran Canaria (28,9 %) y Tenerife (26,1 %); los países nórdicos eligen mayoritariamente Gran Canaria (58,7 %) y los turistas nacionales Tenerife (46 %).[actualizar]
Canarias continúa recibiendo turistas de los mercados tradicionales y está experimentando la irrupción de visitantes de otros países como Italia, Francia y Polonia. En cuanto a turistas italianos, Tenerife es el principal destino (42,49 %), seguida de Fuerteventura (22,21 %), Gran Canaria (18,78 %) y Lanzarote (16,51 %). Los franceses también eligen Tenerife en primer lugar con un 35,0 %, le siguen Fuerteventura (30,9 %), Lanzarote (20,1 %), Gran Canaria (13,3 %) y La Palma (0,7 %). Los turistas polacos se reparten entre; Tenerife (38,8 %), Fuerteventura (26,7 %), Gran Canaria (21,9 %), Lanzarote (11,9 %) y La Palma (0,7 %).[actualizar]
En números absolutos lideran el ranking de turistas de Tenerife y Gran Canaria.
El turismo de masas, de sol y playa, que se inició en la década de los 1960, viene adaptándose a los cambios y a las nuevas demandas que se ven ampliadas por el turismo cultural, rural y de congresos.

## Estadísticas
El número de turistas que visitaron las islas Canarias fue en 2017 de alrededor de 15 976 000, en 2018 de 16 150 054,  en 2019 de 15 589 290, en 2022 de 12 329 171 y en el año 2023 16 706 543. 
El mes de marzo de 2024 registró con 1 784 083 el mayor número de turistas por mes hasta la fecha.
| Mes             | Lanzarote | Fuerteventura | Gran Canaria | Tenerife  | La Palma | Total      |
| --------------- | --------- | ------------- | ------------ | --------- | -------- | ---------- |
| 2024 abril      | 274 798   | 209 505       | 363 550      | 594 315   | 18 893   | 1 461 061  |
| 2024 marzo      | 322 453   | 253 455       | 494 149      | 688 942   | 25 084   | 1 784 083  |
| 2024 febrero    | 303 640   | 239 970       | 457 306      | 656 925   | 23 250   | 1 681 091  |
| 2024 enero      | 271 931   | 217 439       | 448 376      | 631 173   | 33 655   | 1 602 574  |
| 2023            | 3 179 036 | 2 380 581     | 4 340 676    | 6 572 823 | 233 427  | 16 706 543 |
| 2023 diciembre  | 300 753   | 230 895       | 465 099      | 636 062   | 37 974   | 1 670 783  |
| 2023 noviembre  | 277 861   | 216 177       | 424 973      | 605 064   | 30 551   | 1 554 626  |
| 2023 octubre    | 277 737   | 208 068       | 392 527      | 569 996   | 13 583   | 1 461 911  |
| 2023 septiembre | 244 990   | 186 219       | 299 487      | 490 822   | 14 202   | 1 235 720  |
| 2023 agosto     | 275 252   | 197 593       | 326 111      | 535 822   | 15 189   | 1 349 967  |
| 2023 julio      | 275 470   | 197 670       | 327 022      | 522 761   | 14 012   | 1 336 935  |
| 2023 junio      | 241 359   | 173 760       | 270 269      | 472 751   | 10 434   | 1 168 573  |
| 2023 mayo       | 238 368   | 167 549       | 271 622      | 464 767   | 11 083   | 1 153 389  |
| 2023 abril      | 266 919   | 204 967       | 354 131      | 555 233   | 16 282   | 1 397 532  |
| 2023 marzo      | 275 748   | 215 571       | 403 014      | 593 981   | 19 953   | 1508 267   |
| 2023 febrero    | 262 225   | 202 585       | 397 277      | 563 027   | 26 919   | 1452 033   |
| 2023 enero      | 242 354   | 179 527       | 409 144      | 562 537   | 23 245   | 1416 807   |
| 2022            | 2 400 393 | 1 945 812     | 3 268 835    | 4 948 491 | 75 184   | 12 638 715 |
| 2021 diciembre  | 169 823   | 141 590       | 316 527      | 476 682   | 18 737   | 123 359    |
| 2021 noviembre  | 205 010   | 158 663       | 304 600      | 476 682   | 21 060   | 116 6015   |
| 2021 octubre    | 215 646   | 169 817       | 292 968      | 457 826   | 15 004   | 1 151 261  |
| 2021 septiembre | 151 983   | 118 375       | 195 034      | 323 760   | 18 405   | 807 557    |
| 2021 agosto     | 173 983   | 141 027       | 193 905      | 326 667   | 22 839   | 858 421    |
| 2021 julio      | 113 436   | 141 027       | 147 568      | 233 597   | 16 860   | 652 488    |
| 2021 junio      | 52 728    | 55 411        | 96 406       | 139 012   | 10 616   | 354 173    |
| 2021 mayo       | 37 081    | 41 814        | 69 204       | 11 4290   | 7406     | 269 795    |
| 2021 abril      | 22 187    | 27 076        | 52 264       | 86 159    | 7781     | 195 467    |
| 2021 marzo      | 17 476    | 25 182        | 47 972       | 75 377    | 7752     | 173 759    |
| 2021 febrero    | 11 903    | 15 880        | 31 824       | 57 462    | 6306     | 123 375    |
| 2021 enero      | 17 528    | 23 299        | 41 241       | 56 277    | 8406     | 146 751    |
| 2021            | 1 188 784 | 1 059 161     | 1 789 513    | 2 823 791 | 161 172  | 6 022 421  |
| 2020 diciembre  | 38 706    | 39 909        | 74 976       | 109 315   | 9735     | 272 641    |
| 2020 noviembre  | 29 510    | 31 772        | 61 827       | 86 333    | 6851     | 216 293    |
| 2020 octubre    | 41 635    | 28 670        | 43 237       | 100 854   | 4759     | 219 155    |
| 2020 septiembre | 33 754    | 26 016        | 38 899       | 100 893   | 6957     | 206 519    |
| 2020 agosto     | 69 133    | 75 686        | 101 836      | 158 567   | 10 749   | 415 971    |
| 2020 julio      | 57 457    | 53 295        | 69 912       | 120 529   | 4495     | 305 688    |
| 2020 junio      | 788       | 611           | 6405         | 5732      | 14       | 13 550     |
| 2020 mayo       | 0         | 0             | 0            | 0         | 0        | 0          |
| 2020 abril      | 0         | 0             | 0            | 0         | 0        | 0          |
| 2020 marzo      | 99 407    | 71 988        | 141 692      | 208 696   | 11 531   | 533 314    |
| 2020 febrero    | 215 054   | 175 618       | 387 432      | 528 873   | 31 996   | 1 338 973  |
| 2020 enero      | 209 769   | 149 140       | 405 208      | 512 153   | 36 618   | 1 312 888  |
| 2020            | 795 213   | 652 705       | 1 331 424    | 1 931 945 | 123 705  | 4 834 992  |
| 2019 diciembre  | 256 733   | 168 717       | 416 723      | 526 258   | 35 515   | 1 403 946  |
| 2019 noviembre  | 231 995   | 159 352       | 405 715      | 487 576   | 29 614   | 1 314 252  |
| 2019 octubre    | 258 722   | 175 472       | 354 718      | 484 905   | 24 506   | 1 298 323  |
| 2019 septiembre | 235 534   | 154 056       | 291 855      | 432 241   | 21 106   | 1 134 792  |
| 2019 agosto     | 273 783   | 175 153       | 328 921      | 501 712   | 26 465   | 1 306 034  |
| 2019 julio      | 270 438   | 171 819       | 333 530      | 481 976   | 22 059   | 1 279 822  |
| 2019 junio      | 242 901   | 159 945       | 274 881      | 451 244   | 18 266   | 1 147 237  |
| 2019 mayo       | 230 821   | 140 370       | 261 250      | 423 740   | 19 447   | 1 075 628  |
| 2019 abril      | 256 776   | 179 318       | 324 647      | 484 097   | 32 927   | 1 277 765  |
| 2019 marzo      | 295 614   | 201 556       | 447 905      | 579 224   | 39 570   | 1 563 869  |
| 2019 febrero    | 272 428   | 164 970       | 403 123      | 513 880   | 32 162   | 1 386 563  |
| 2019 enero      | 239 830   | 172 468       | 424 117      | 522 601   | 42 043   | 1 401 059  |
| 2019            | 3 065 575 | 2 023 196     | 4 267 385    | 5 889 454 | 343 680  | 15 589 290 |
| 2018 diciembre  | 258 185   | 171 248       | 420 041      | 519 566   | 34 266   | 1 403 306  |
| 2018 noviembre  | 256 755   | 163 189       | 410 456      | 513 953   | 40 401   | 1 384 754  |
| 2018 octubre    | 265 950   | 207 176       | 397 411      | 541 492   | 27 865   | 1 439 894  |
| 2018 septiembre | 249 877   | 181 272       | 326 673      | 451 957   | 22 094   | 1 231 873  |
| 2018 agosto     | 260 216   | 206 718       | 370 232      | 516 048   | 28 054   | 1 381 268  |
| 2018 julio      | 258 746   | 208 723       | 374 844      | 485 961   | 23 453   | 1 351 727  |
| 2018 junio      | 233 824   | 181 406       | 301 068      | 448 667   | 19 384   | 1 184 349  |
| 2018 mayo       | 245 563   | 159 808       | 285 178      | 421 763   | 22 702   | 1 135 014  |
| 2018 abril      | 266 433   | 184 772       | 347 043      | 488 679   | 30 675   | 1 317 602  |
| 2018 marzo      | 299 270   | 223 478       | 441 620      | 572 515   | 35 369   | 1 572 252  |
| 2018 febrero    | 246 215   | 181 218       | 396 707      | 484 485   | 40 282   | 1 348 907  |
| 2018 enero      | 222 283   | 184 199       | 438 555      | 503 856   | 50 215   | 1 399 108  |
| 2018            | 3 063 317 | 2 253 207     | 4 509 828    | 5 948 942 | 374 760  | 16 150 054 |

La distribución por isla de destino fue (en 2017)[actualizar] (en miles):
- Tenerife - 5928
- Gran Canaria - 4478
- Lanzarote y La Graciosa - 2929
- Fuerteventura - 2219
- La Palma - 294
- La Gomera y El Hierro - 128

## Islas

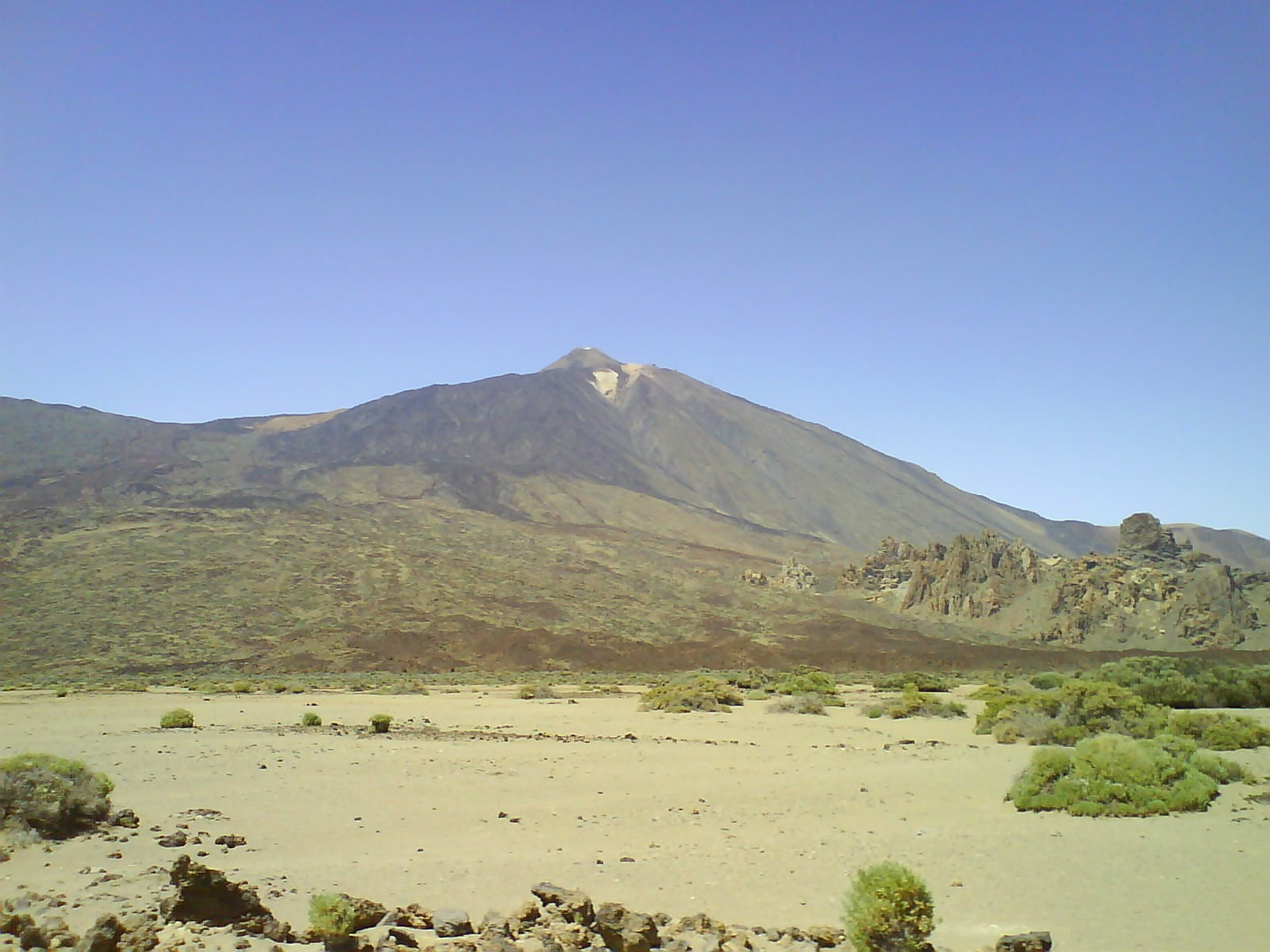
El Parque nacional del Teide, en la isla de Tenerife, es el segundo parque nacional más visitado del mundo.

### Tenerife
En 2024 viajaron a Tenerife más de siete millones de turistas, lo que la convierte, con amplio margen, en la isla que más turistas recibe de todas. Los principales núcleos turísticos de Tenerife están en la costa.  
Por un lado, en el norte, zonas como Puerto de la Cruz reciben cuantiosas cantidades de turistas, principalmente alemanes, pero, sobre todo, destaca la costa sur y suroeste de la isla. Núcleos como los de Los Cristianos, Costa Adeje, Playa de Las Américas, Fañabé o El Médano reciben la mayor parte del turismo en la isla. A su vez, Tenerife también posee un paisaje volcánico muy reconocido a nivel internacional en torno al edificio volcánico del Teide y el Valle de La Orotava. 
En cuanto a núcleos urbanos populares, destaca el centro histórico de la ciudad de San Cristóbal de La Laguna, que se presenta como uno de los mejores modelos existentes en la actualidad para las ciudades coloniales españolas en América, distinción que le llevó a que fuese declarada Patrimonio de la Humanidad por la UNESCO en 1999. Por su parte, la capital de la isla, Santa Cruz de Tenerife, ubicada en el noreste de la isla, destaca por la predominancia de su arquitectura contemporánea, además de que también se ha caracterizado, en los últimos años, por el recibimiento de cruceros de lujo en su puerto. 
Tenerife también es seña mundial gracias a su turismo vinícola, habiendo rutas con este mismo fin en la vertiente norte de la isla, siendo este uno de los mejores vinos del mundo. En la ruta del vino destacan también las visitas a los guachinches, que son establecimientos típicos de Tenerife, especialmente del norte de la isla, donde se sirve comida casera tradicional canaria acompañada de vino del país (vino producido localmente), convirtiendo así a Tenerife en un atractivo destino del turismo gastronómico.  
La isla también cuenta con varios complejos de ocio, como pueden ser el Loro Parque, Siam Park, Parque de Las Águilas del Teide o las Pirámides de Güímar, entre muchos otros. 
También recibe especial interés el turismo rural, el cual se ha terminado por consolidar en los últimos años, convirtiendo a este tipo de turismo en uno de los más importante para la isla en su conjunto. Se pueden destacar varios puntos clave, entre ellos, el Parque Rural de Teno en el noroeste de Tenerife, el parque rural de Anaga, cerca del área metropolitana, el Barranco del Infierno en el suroeste de la isla y, especialmente, el Parque Nacional del Teide, que es el parque nacional más visitado de Europa y el segundo en todo el mundo , además de también haber sido declarado Patrimonio de la Humanidad por la UNESCO.

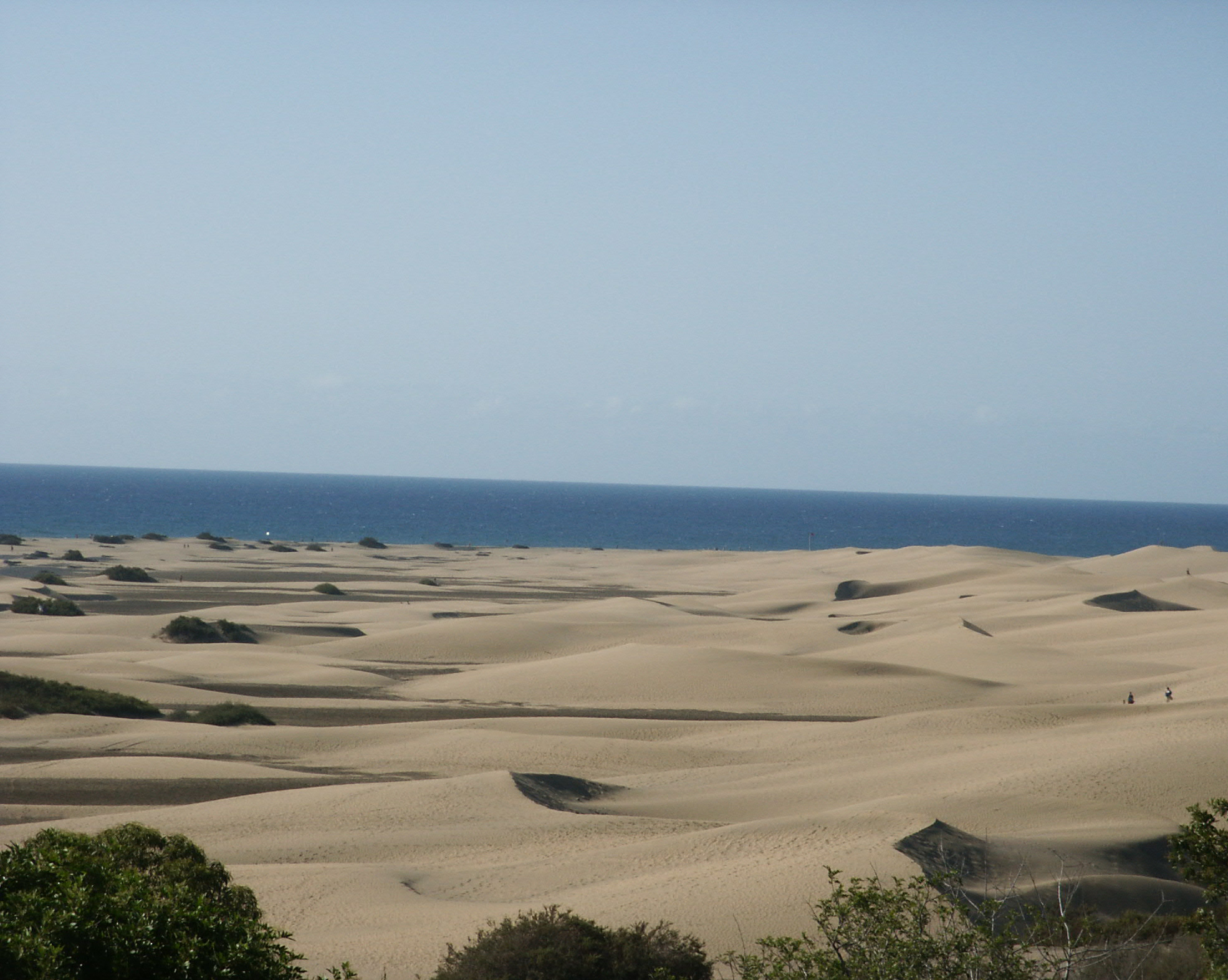
Dunas de Maspalomas (Gran Canaria).

### Gran Canaria
A Gran Canaria viajan más de cuatro millones de turistas cada año. Los centros turísticos principales se encuentran en el sur de la isla a lo largo de las zonas costeras y junto al campo dunar de Maspalomas y Playa del Inglés. Despunta la reciente zona de expansión en torno a Meloneras, igualmente en el vecino municipio de Mogán se encuentran complejos turísticos en torno al puerto de Mogán y otras localidades como Puerto Rico y Arguineguín. Cabe resaltar que la UNESCO considera el microclima de Mogán, en Gran Canaria, como el mejor del mundo.
Adquiere cada vez más importancia el turismo de congresos y de negocios en la isla, principalmente en Las Palmas de Gran Canaria, capital insular con una tradición turística en torno a la Playa de Las Canteras. Esta playa urbana mide más de 3 Kilómetros de largo y es transitada continuamente por turistas y residentes. Un arrecife natural, conocido como “La barra” protege la playa a pocos metros de la orilla e invita a los amantes del buceo a acercarse a ella y descubrir parte de la fauna marina.
 

Con una tendencia creciente, se desarrolla el turismo de cruceros en el Puerto de Las Palmas y en el casco histórico de la ciudad en torno a los barrios de Vegueta y Triana, donde cabe destacar la Catedral, el Gabinete Literario, el Museo de Colón o la Plaza de Santo Domingo. Por último destacar el turismo de interior en la zonas de cumbre de la isla así como en localidades con centros históricos de interés en el interior de la isla, como son Teror, Arucas o Aguimes.

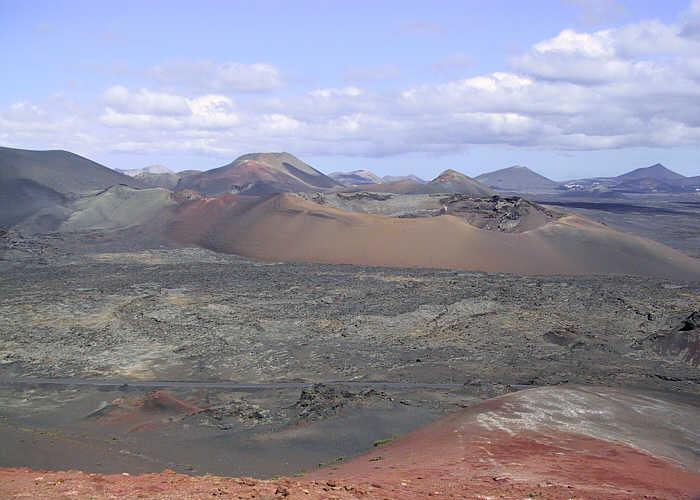
Timanfaya (Lanzarote)

### Lanzarote
A Lanzarote, la isla más oriental del archipiélago, viajan 2 millones y medio de turistas al año. Los centros turísticos más importantes están en Costa Teguise, Puerto del Carmen, Playa Blanca. Destacan las grandes playas como Famara o las playas de Papagayo. Esta isla es famosa por su magnífico paisaje volcánico, por ejemplo el parque nacional de Timanfaya o el Malpaís de La Corona así como por el legado cultural y el patrimonio dejado por el artista lanzaroteño César Manrique

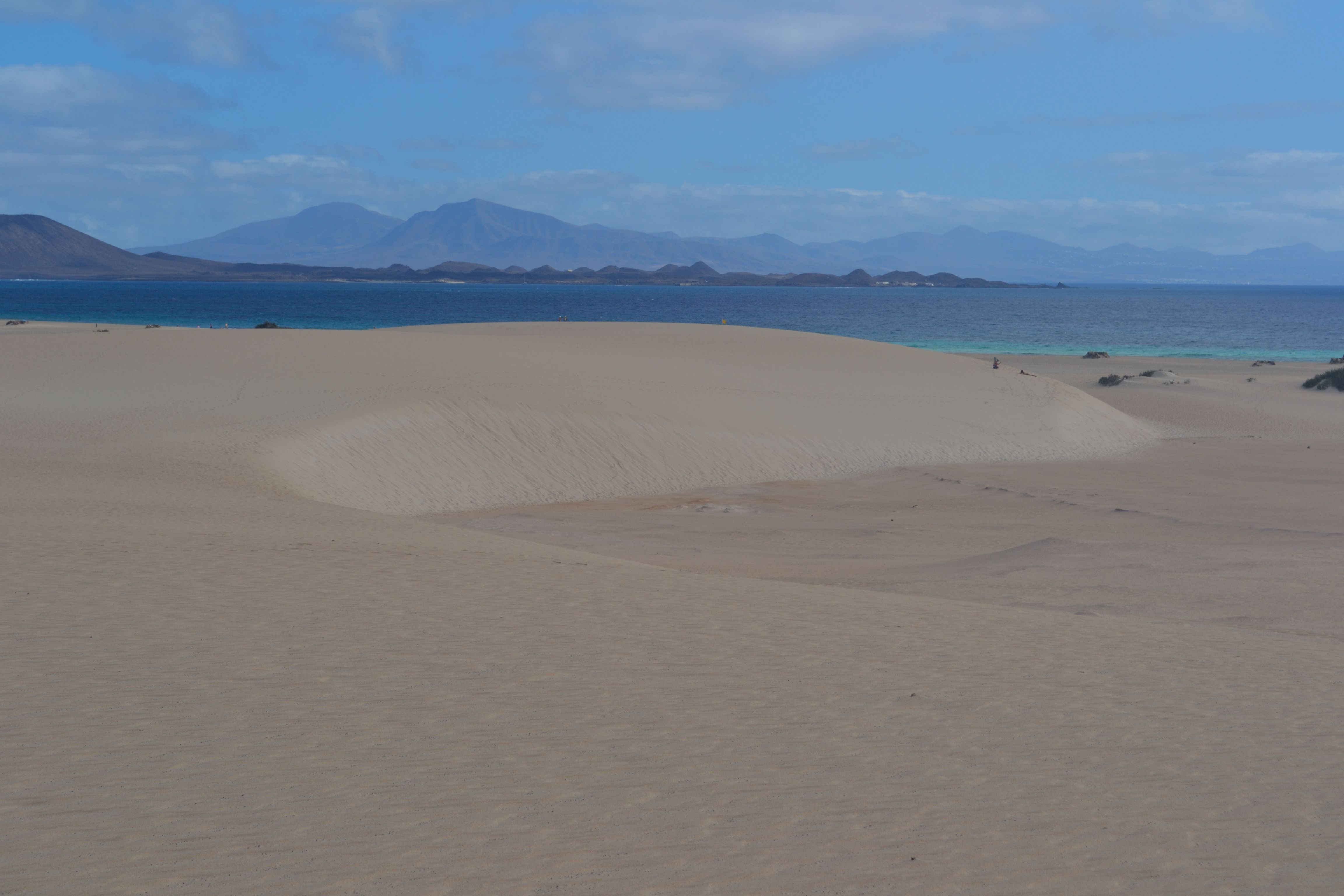
Dunas de Corralejo, con Isla de Lobos y Lanzarote al fondo.

### Fuerteventura
La isla de Fuerteventura, en las Islas Canarias, recibe cerca de dos millones de turistas anualmente. La actividad turística se concentra principalmente en la costa este, en localidades como Corralejo, Morro Jable y Caleta de Fuste, que cuentan con una amplia oferta hotelera, gastronómica y de ocio.  
Fuerteventura es reconocida por la calidad de sus playas y por ser un destino ideal para la práctica de deportes acuáticos, en especial aquellos asociados al viento, como el windsurf y el kitesurf. Su paisaje interior, de carácter prácticamente desértico, contrasta con el litoral, creando un atractivo visual único para los visitantes.  
En el interior de la isla destaca la Montaña de Tindaya, un enclave de gran valor arqueológico y simbólico para los antiguos aborígenes majoreros, que constituye uno de los principales puntos de interés cultural y natural de la isla.

### La Palma, La Gomera y El Hierro
A  La Palma, La Gomera y El Hierro, que son las islas más pequeñas y más occidentales, viajan cerca de trescientos mil turistas cada año. La naturaleza de estas islas es impresionante y se practican varios deportes, como senderismo, ciclismo de montaña, paracaidismo... Cerca de la isla de La Gomera y Tenerife habitan un gran número de cetáceos, lo que atrae grupos de turistas.

## Investigación sobre turismo en Canarias
Canarias cuenta con un prestigio internacional en la investigación, análisis y educación en turismo, a través de sus dos universidades, como evidencia el reconocimiento de Campus de Excelencia Internacional: La Universidad de La Laguna (ULL) y Universidad de Las Palmas de Gran Canaria (ULPGC). La ULPGC integra al Instituto de Turismo y Desarrollo Económico Sostenible, que se encuentra entre los 30 primeros del mundo en producción científica.
El Tides como Instituto responsable de la investigación en turismo en la ULPGC ha contribuido a que la ULPGC ocupe el segundo puesto en España en productividad científica internacional en turismo y se encuentre en cuarto lugar en Europa y entre las 30 primeras universidades mundiales en productividad científica en turismo.